# Awksenti Zagareli

Awksenti Zagareli

Awksenti Antonos dse Zagareli (georgisch ავქსენტი ანტონის ძე ცაგარელი; * 9. Februarjul. / 21. Februar 1857greg. in Digomi bei Mzcheta; † 12. Augustjul. / 25. August 1902greg. in Tiflis) war ein georgischer Schauspieler und Dramaturg.

## Leben
Zagareli besuchte eine Seminarschule. Schon als Kind begeisterte er sich fürs Theater.
Zagareli arbeitete 1878–1883 als Schauspieler. 1878 erschien Zagarelis erstes Theaterstück Jetzt sind andere Zeiten, das 1879 aufgeführt  und vom Publikum und der Presse gut aufgenommen wurde. Zagarelis Talent und Humor zeigten sich noch deutlicher in den folgenden Stücken, so in Chanum (oder Chanuma, aufgeführt 1882 und ins Russische und Armenische übersetzt), Maiko, Zimbireli (1886), Swacha und Baikusch. Aufgrund seiner Kenntnis des georgisch-armenischen Lebens stellte er Personen des einfachen Tifliser Volkes realistisch dar. Auch übersetzte er etwa 20 Stücke für das georgische Theater, so auch Stücke von Alexander Ostrowski.
Für seinen Lebensunterhalt musste Zagareli schließlich als Bahnhofsvorsteher bei der Transkaukasischen Eisenbahn arbeiten (bis 1899). Seine letzten beiden Lebensjahre verbrachte er in Tiflis, wo er sich an georgischen Zeitschriften beteiligte und Erinnerungen an das Theaterleben veröffentlichte. Sein Werk wurde von Ilia Tschawtschawadse und Alexander Ostrowski anerkannt. Er war verheiratet mit der Schauspielerin Nato Merabowna Gabunija (1859–1910).
Zagarelis Komödie Chanuma wird immer noch gespielt. 1919 benutzte Wiktor Dolidse sie für das Libretto zu seiner Oper Keto und Kote. 1927 diente die Komödie als Vorlage für einen Stummfilm von Alexandre Zuzunawa und 1978 für einen sowjetischen Fernsehfilm von Georgi Towstonogow.